# Pulau Palawan
Pulau Palawan ist eine kleine singapurische Insel, 228 Meter südlich von Sentosa. Das malaiische Wort pahlawan bedeutet so viel wie „Held“ oder „Krieger“.